# Marazuela
Marazuela es un municipio y localidad española de la provincia de Segovia, en la comunidad autónoma de Castilla y León. Se encuentra en la Campiña Segoviana y tiene una superficie de 15,35 km². Se sitúa a 20 km de la capital provincial, Segovia, con comunicación interurbana para servicios esenciales. 

## Geografía

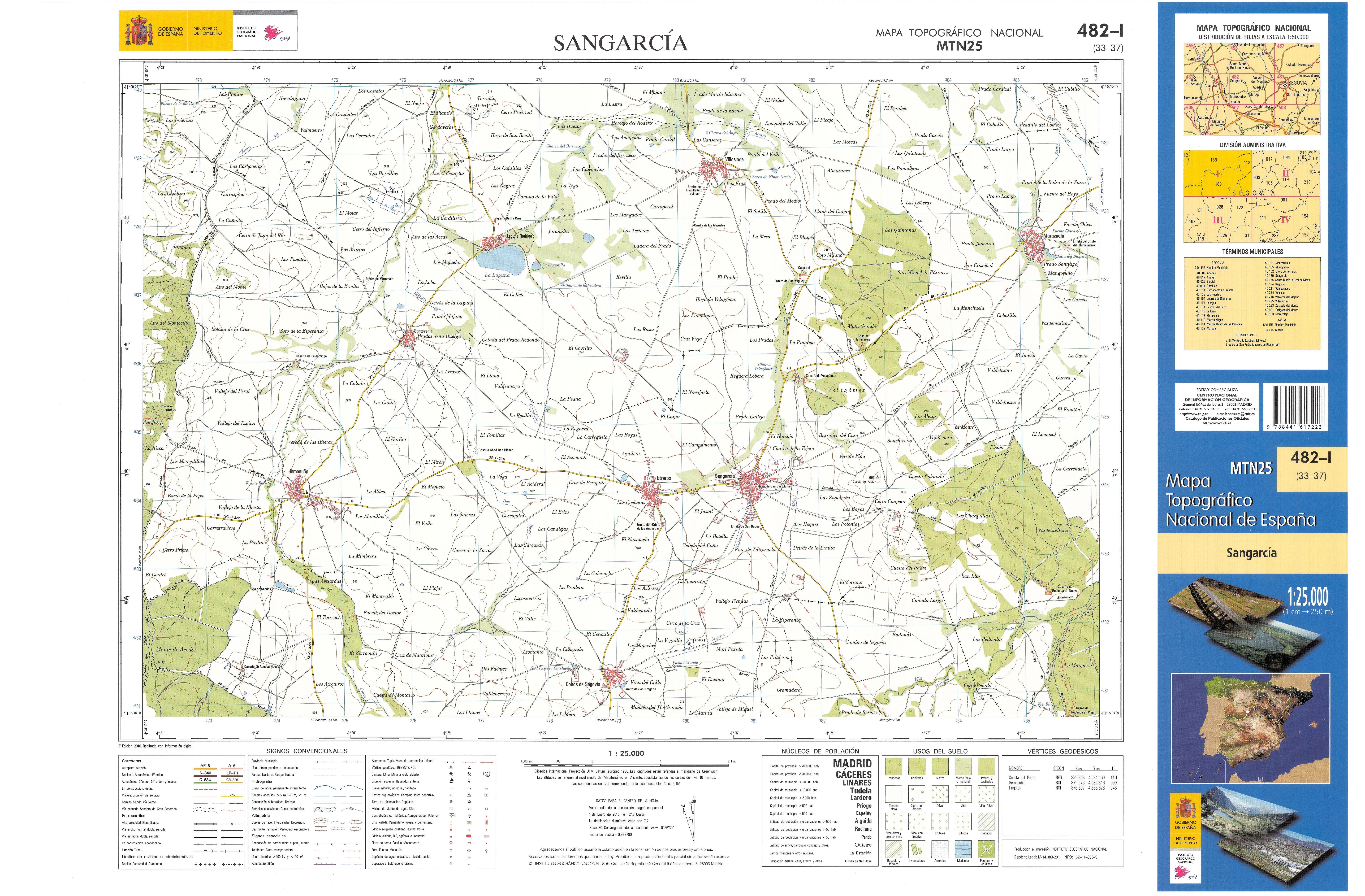
Fragmento de la hoja 481 del Mapa Topográfico Nacional de España de 2010 en el que se representa parte de Marazuela

| Noroeste: Santa María la Real de Nieva         | Norte: Santa María la Real de Nieva | Noreste: Anaya      |
| Oeste: Santa María la Real de Nieva, Sangarcía |                                     | Este: Anaya         |
| Suroeste: Sangarcía                            | Sur: Marazoleja                     | Sureste: Marazoleja |

## Historia
En el pasado tuvo más población e importancia, y en la actualidad su actividad principal se basa en el sector primario, agricultura y ganadería, como la mayoría de localidades de la zona. Su actividad y población se ve aumentada especialmente durante los meses de verano. A mediados del siglo XIII a la villa de Marazuela se la mentaba con un nombre muy parecido al actual, Maraçuela, en clara referencia al que pudo ser su primitivo repoblador. Dentro de su término se sabe que existen otros dos lugares ya despoblados conocidos como San Cristóbal y Santiago que como Marazuela pertenecían a la Comunidad de Villa y Tierra de Segovia, Sexmo de la Trinidad y cuadrilla de Paradinas.
En su arquitectura destacan la Iglesia Parroquial, dedicada a Nuestra Señora de la Asunción, el Palacio de los Marqueses de Lozoya, y la ermita del Santo Cristo del Humilladero. En el casco urbano de este pueblo de poco más de medio centenar de habitantes se pueden contemplar buenos ejemplos de arquitectura civil de la época en las casas de ladrillo con portadas de arcos y alfiz. Se sabe que a finales del siglo XVI existió en la villa un hospital.
A la entrada de Marazuela, el viajero se topará con el frontón, un antiguo potro de herrar y la ermita del Santo Cristo, que se localiza junto al cementerio. Allí están enterrados los marqueses de Lozoya. Los vecinos se reúnen para celebrar la tradicional matanza y así enseñar a las generaciones venideras los ritos de la zona.

## Geografía humana

### Demografía
Cuenta con una población de 53 habitantes (INE 2024).
| Gráfica de evolución demográfica de Marazuela entre 1828 y 2021 |
| |
| Población según el Diccionario geográfico-estadístico de España y Portugal de Sebastián Miñano. Población de derecho según los censos de población del INE. Población de hecho según los censos de población del INE. |

## Administración y política

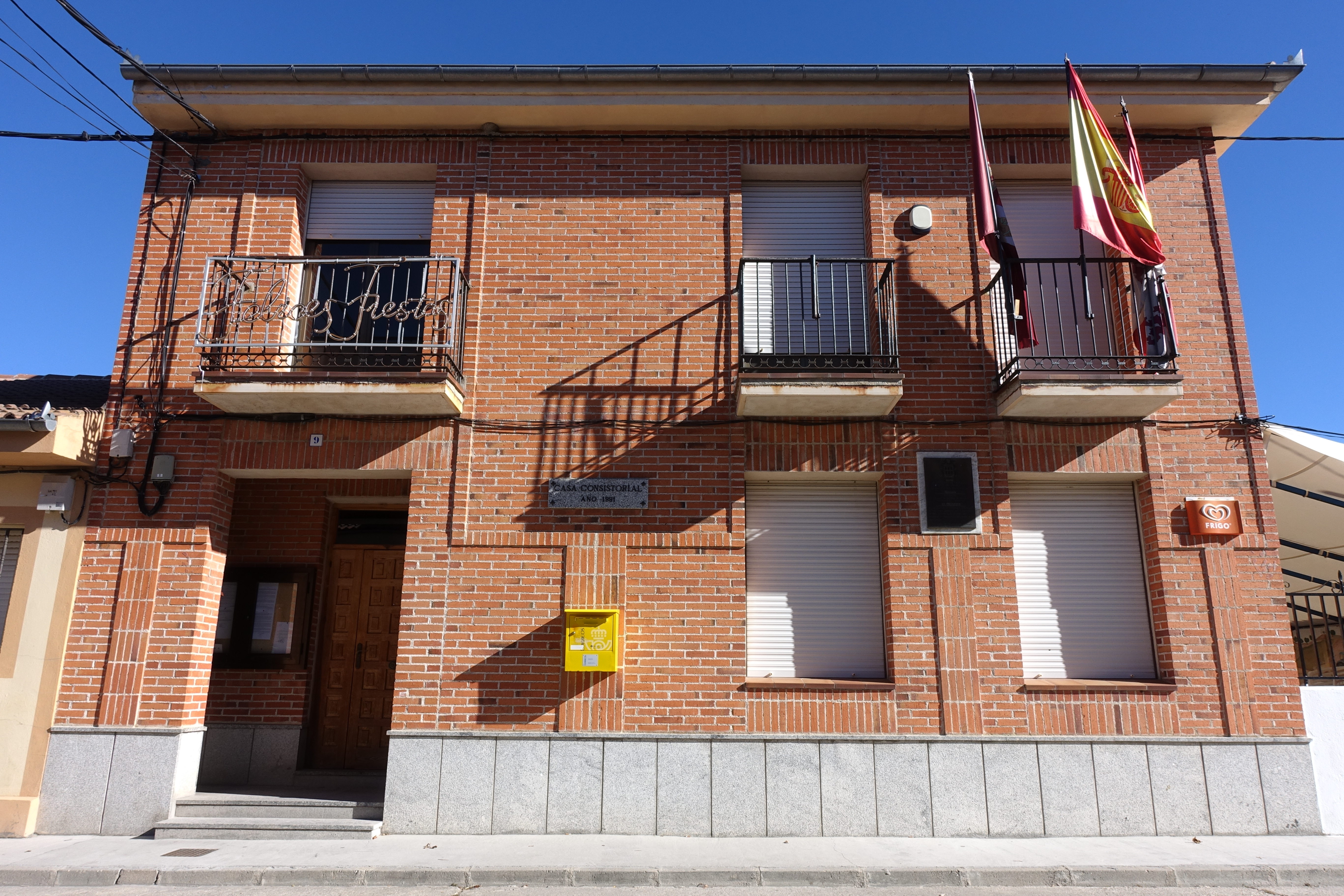
Casa consistorial

Lista de alcaldes
| Periodo   | Nombre                                                                         | Partido       |
| --------- | ------------------------------------------------------------------------------ | ------------- |
| 1979-1983 | Julio Calle Montalvo                                                           | UCD           |
| 1983-1987 | José Luis Sastre Rincón                                                        | PSOE          |
| 1987-1991 | Félix Maroto Aguado                                                            | PSOE          |
| 1991-1995 | Felipe David Bermejo Marugán                                                   | Independiente |
| 1995-1999 | Felipe David Bermejo Marugán                                                   | PP            |
| 1999-2003 | Felipe David Bermejo Marugán                                                   | PP            |
| 2003-2007 | Felipe David Bermejo Marugán (2003-2005)José Ignacio Aguado Sastre (2005-2007) | PP            |
| 2007-2011 | José Ignacio Aguado Sastre                                                     | PP            |
| 2011-2015 | José Ignacio Aguado Sastre                                                     | PP            |
| 2015-2019 | Leovigildo Sastre García                                                       | PSOE          |
| 2019-2023 | Javier Calle Sánchez                                                           | PSOE          |
| 2023-act. | Javier Calle Sánchez                                                           | PP            |

## Cultura

### Patrimonio

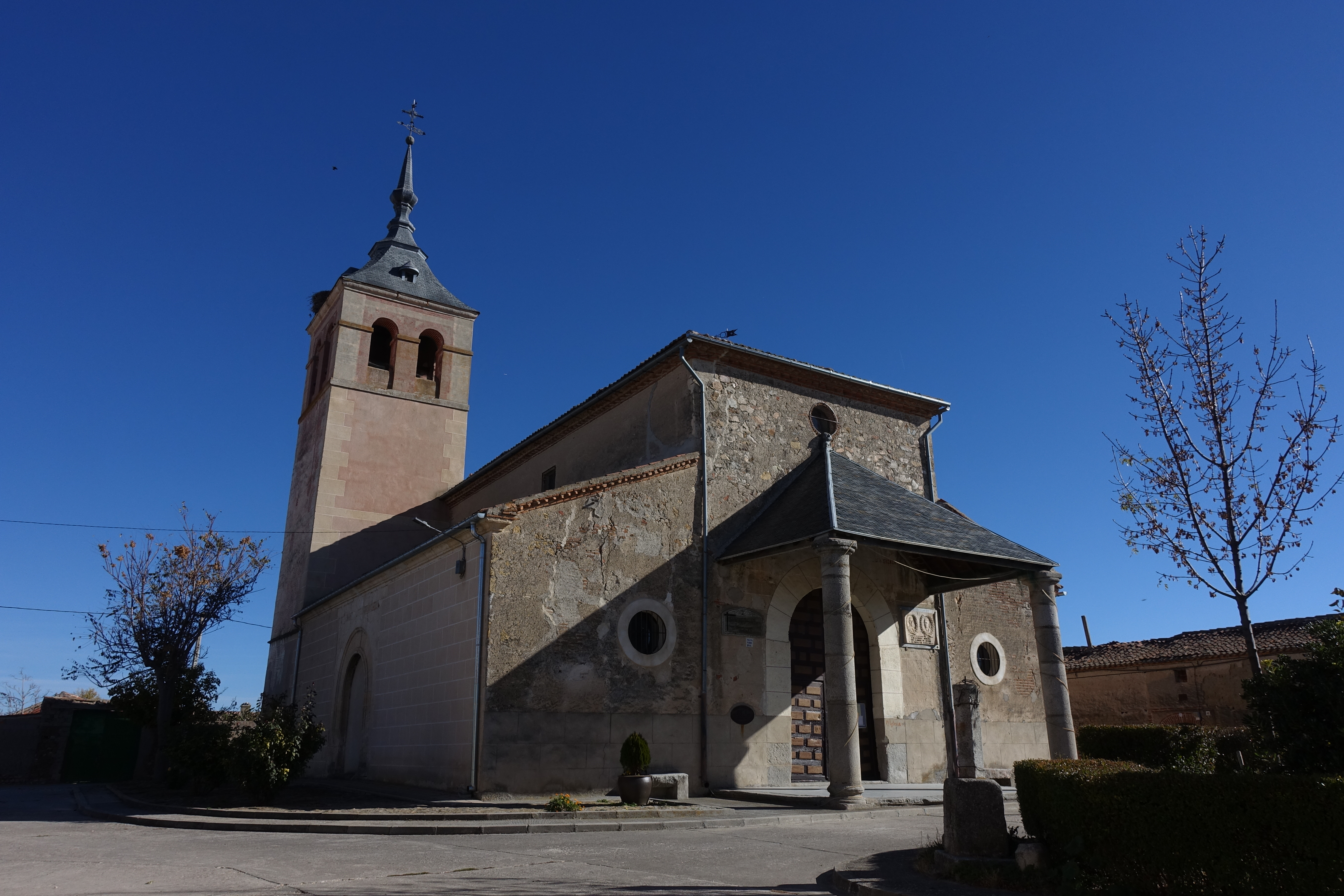
Iglesia de la Asunción

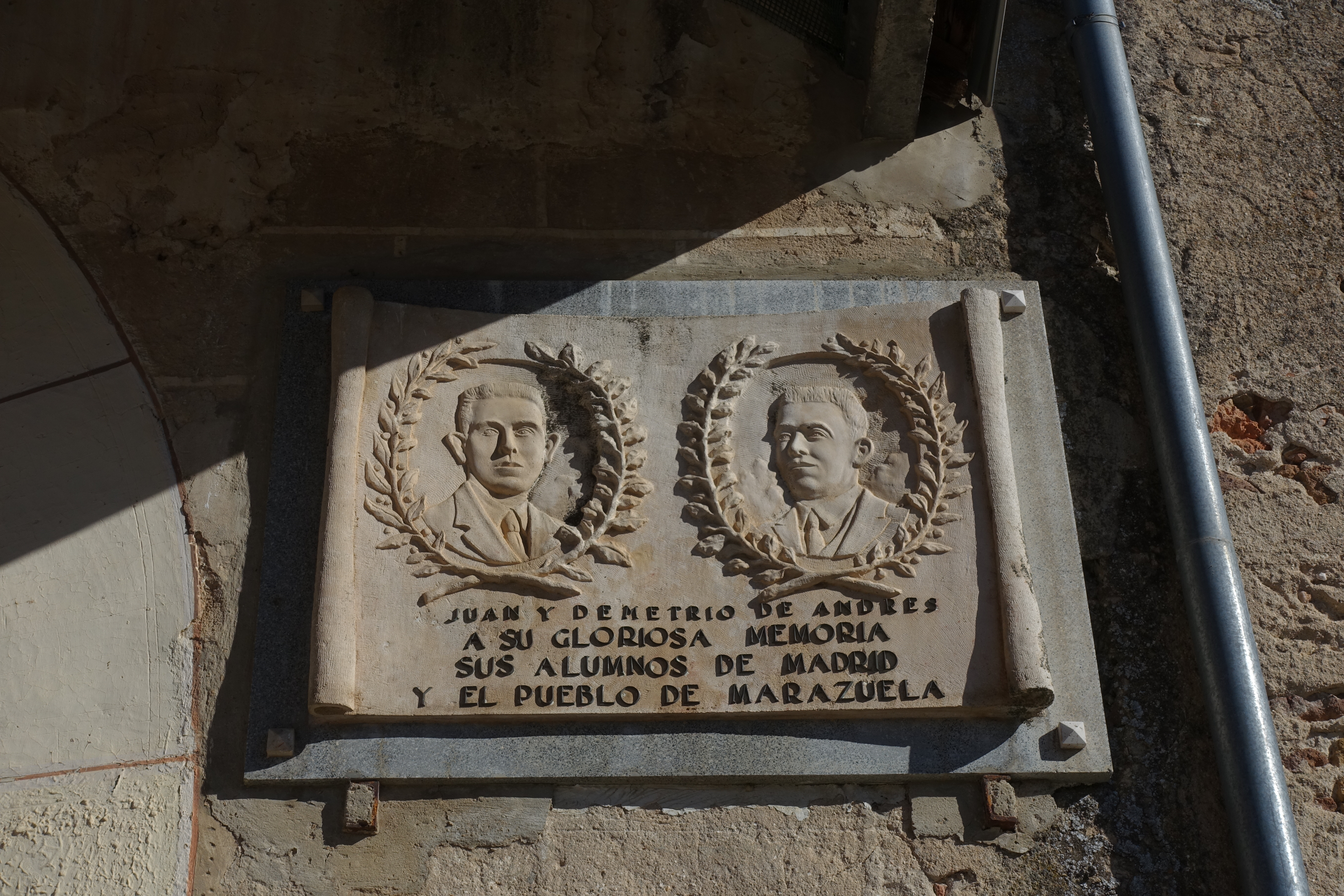
Placa a los Mártires de la Ventilla por sus alumnos en Madrid y el pueblo de Marazuela, del que originaban

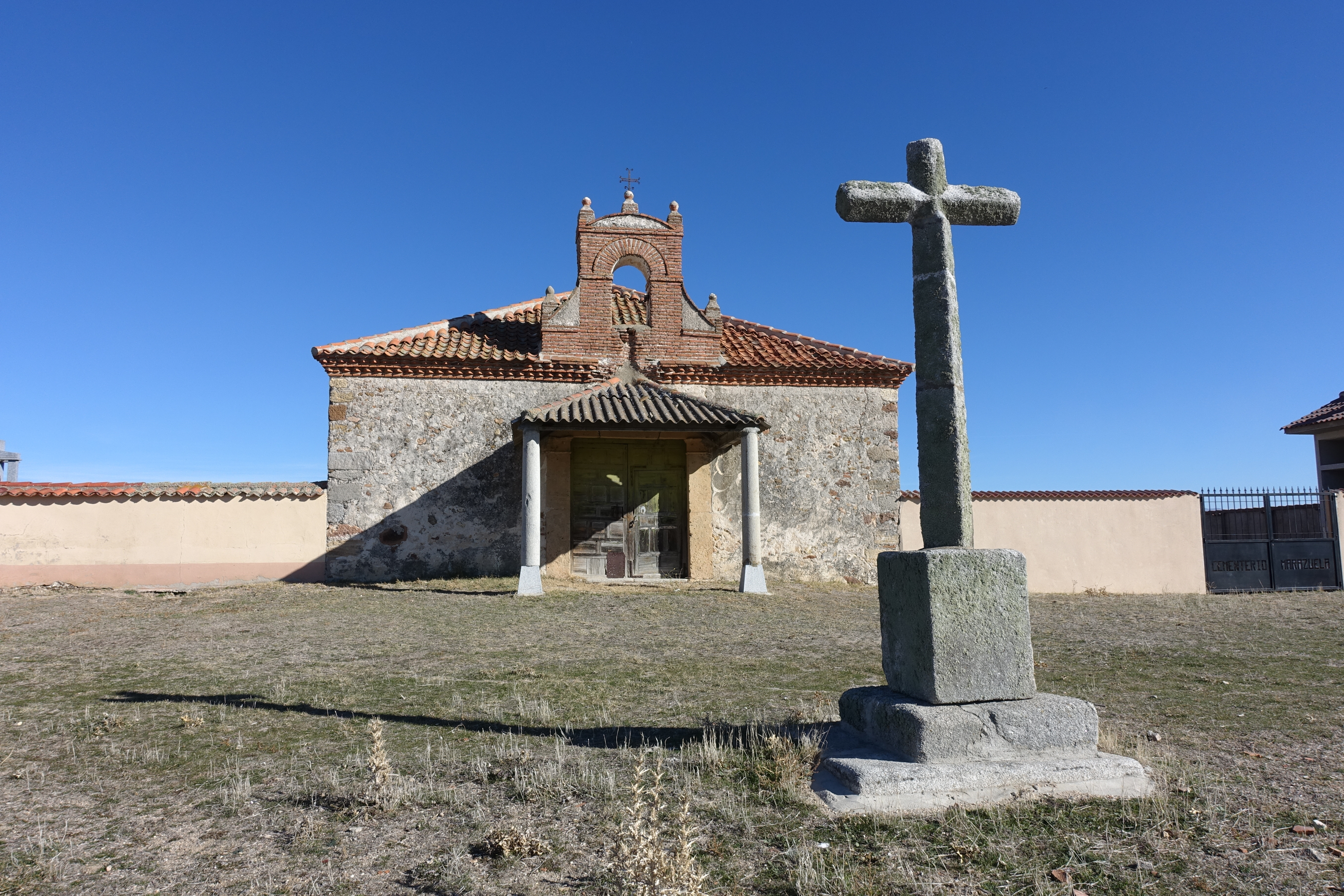
Ermita del Cristo del Humilladero

- Iglesia de Nuestra Señora de la Asunción, construida en 1538 por Diego de Cubillas conforme a la traza de García de Cubillas.[6] De traza gótica, repartida en tres naves, la iglesia parroquial es el monumento más destacado de Marazuela. Dedicada a Nuestra Señora de la Asunción, el gran edificio llena una de las plazas del municipio, decorada también con jardín y una fuente de zanca, artilugio hidráulico que servía para extraer el agua. En esta parroquia destaca en el lado norte su torre de tres cuerpos cubierta con chapitel de pizarra. El cuerpo de la iglesia se reparte en tres naves separadas por pilares, cuya cabecera cuadrada es la parte más antigua, estando la capilla mayor cubierta con bóveda de crucería con terceletes. En el interior del templo no hay que perderse el retablo mayor barroco de Nuestra Señora de la Asunción ni el del Santo Cristo. Las dos imágenes son obra del entallador Eugenio de la Cruz y datan de 1693.
- Placa conmemorativa a los hermanos Juan y Demetrio de Andrés, los Mártires de la Ventilla. Esta placa fue colocada por los vecinos de Marazuela en memoria de dos de sus vecinos más ilustres, dos profesores religiosos que ayudaron a crear la primera escuela católica del modesto Barrio de la Ventilla, a las afueras de Madrid, y que ayudaron al desarrollo y educación de los obreros y sus familias venidos de zonas rurales en plena época de industrialización. Juan y Demetrio eran profesores miembros de Acción Católica, y tras la llegada de la Segunda República y el posterior estallido de la Guerra Civil, se incrementaron las tensiones ya existentes en la Ventilla entre los miembros de Acción Católica y grupos extremistas antirreligiosos. Acusados de apoyar y simpatizar con el bando franquista, los hermanos De Andrés fueron fusilados junto con otros compañeros en la carretera de Francia, muy cerca del actual Hospital la Paz. Hoy en día en el lugar donde se encontraba la escuela originalmente, hay una calle que lleva su nombre, en el actual distrito de Chamartín.[7]
- Ermita del Cristo del Humilladero. Situada a las afueras de la población, en dirección este, junto al cementerio local. De esta ermita destaca en el exterior la espadaña original, mientras que en el interior se conserva una talla del Cristo del Humilladero que data del siglo XIV. Esta imagen se ha procesionado durante siglos, en la festividad del Cristo del Humilladero, hasta la ermita que lleva su nombre. Recientemente, se ha procedido a restauración de la imagen, que ha sido costeada íntegramente gracias a los donativos del pueblo. Dentro de esta ermita, reposan los restos de los que fueran Marqueses de Lozoya.

### Fiestas
- 19 de marzo, festividad de San José
- 15 de mayo, festividad de San Isidro Labrador
- 15 de agosto, festividad de Nuestra Señora de la Asunción